# Houda Miled
Houda Miled (tiếng Ả Rập: هدى ميلاد; sinh ngày 8 tháng 2 năm 1987 tại Kairouan, Tunisia) là Judoka người Tunisia. Cô đại diện cho đất nước của mình trong hai Thế vận hội Mùa hè: năm 2008 trong nội dung 78kg (nơi cô thua trận đầu tiên với Stéphanie Possamaï) và năm 2012 trong nội dung 70 kg (nơi cô thua trận đầu tiên trước Chen Fei). Miled đã giành huy chương đồng tại Giải vô địch Judo thế giới năm 2009 và đã chiếm ưu thế tại Giải vô địch Judo châu Phi nơi cô đã giành huy chương vàng hàng năm từ năm 2005 đến 2012, ngoại trừ giải đấu năm 2009, nơi cô giành được huy chương đồng.